# Thomas Sagittarius
Thomas (Schütz) Sagittarius (ur. 1577 w Stendal w Saksonii-Anhalt, zm. 21 kwietnia 1621 we Wrocławiu) – polihistor i pedagog.

## Życiorys
Studiował prawo i filozofię na uniwersytecie w Jenie. W 1597 uzyskał tytuł magistra filozofii, w sierpniu 1599 – doktora praw, w 1605 został tam profesorem literatury greckiej. Później, od 24 lipca 1610, powierzono mu katedrę logiki i metafizyki; był też przez krótki czas rektorem Uniwersytetu. W 1616 przyjechał do Wrocławia; został tu rektorem Gimnazjum św. Elżbiety i inspektorem szkolnym miasta.
Opublikował liczne rozprawy filozoficzne, filologiczne, teologiczne i prawnicze, m.in. „Horatius profanus“ (1612), „Horatius christianus“ (1616), „Epistolica institutio“ (1615). Pośmiertnie ukazało się „Exercitatio, qui fiat, quod multi abhorreant ab esu casei“ (1624).